# Luise Kiesselbach

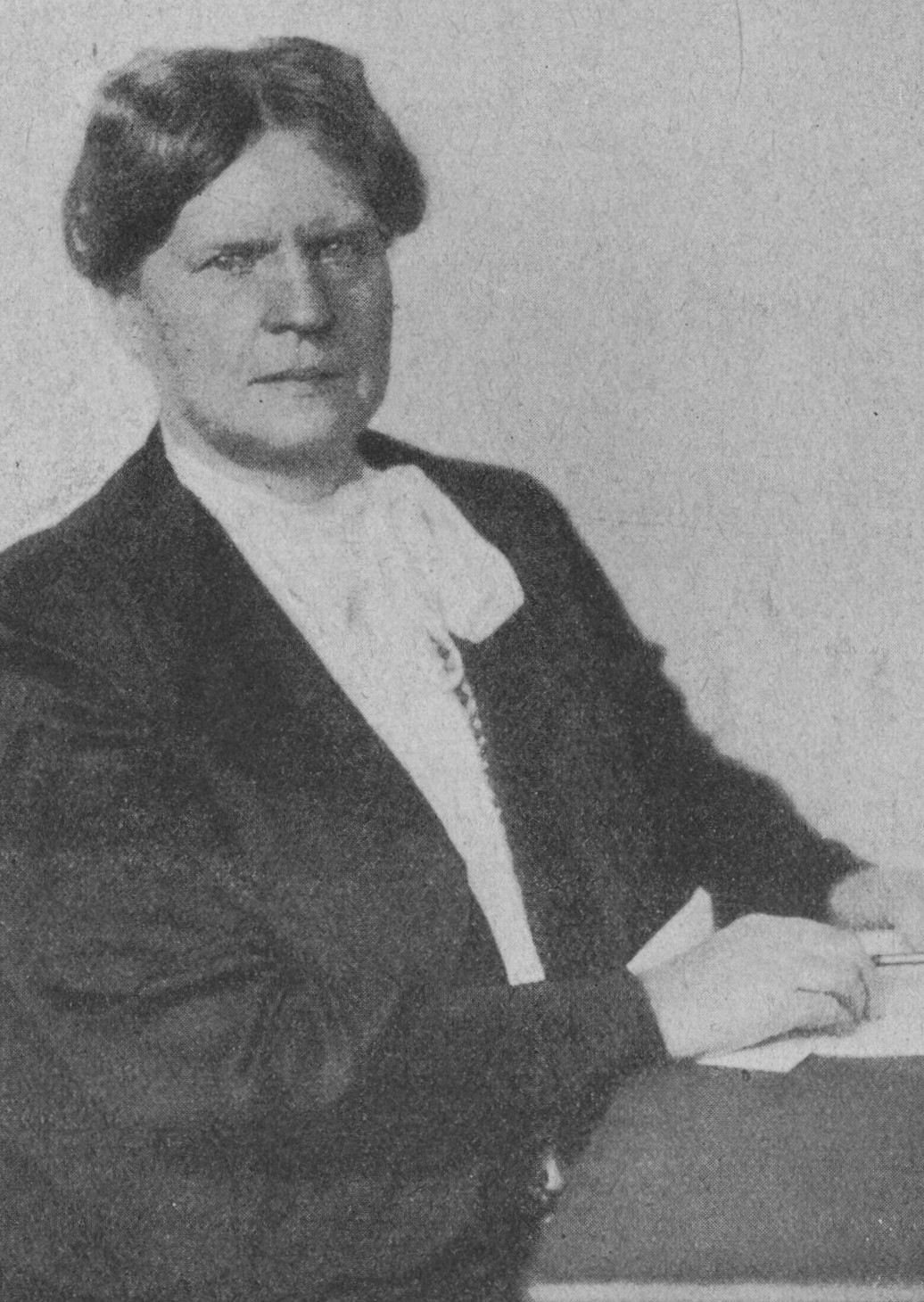
Luise Kiesselbach, um 1928

Luise Kiesselbach (1892)

Luise Kiesselbach, geb. Becker (* 28. Dezember 1863 in Hanau; † 27. Januar 1929 in Ebenhausen bei Schäftlarn) war eine deutsche Armenpflegerin, Frauenrechtlerin und Sozialpolitikerin.

## Leben
Luise Kiesselbach wurde am 28. Dezember 1863 in Hanau als Luise Becker, Tochter von Johann Friedrich Nikolaus Becker, Realschullehrer in Hanau, und seiner Frau Josephine Becker, geb. Wissner, geboren. Sie war das vierte von acht Kindern und musste ab dem 15. Lebensjahr der schwerkranken Mutter helfen, den Haushalt und die jüngeren Geschwister sowie die älteste Schwester, die behindert war, zu versorgen.
Luise Becker heiratete am 12. März 1884 den 24 Jahre älteren Privatdozenten und späteren Professor für Ohren-Heilkunde Wilhelm Kiesselbach in Erlangen. Sie hatten zwei Kinder, Auguste „Gusta“ Henriette (1885–1983) und Carl Friedrich „Fritz“ Joseph (1886–1958). Beide studierten wie ihr Vater Medizin, Auguste als eine der ersten Frauen in Bayern, die 1911 in Erlangen das medizinische Staatsexamen erfolgreich ablegte.

## Grabstätte
Luise Kiesselbach wurde auf ihren Wunsch hin im Grab ihres bereits 1902 gestorbenen Mannes Wilhelm Kiesselbach auf dem Friedhof der Reformierten Kirche in Erlangen begraben. Das Grab ist inzwischen aufgelassen worden.

## Politik
Kiesselbach wurde 1909 zu einer der ersten Armenpflegerinnen Bayerns berufen. 1919 wurde sie als Mitglied der Deutschen Demokratischen Partei in den Münchner Stadtrat gewählt. Ihm gehörte sie bis 1929 an. Während ihrer politischen Laufbahn setzte sie sich äußerst engagiert, u. a. zusammen mit Amalie Nacken, für die Belange der bürgerlichen Frauenbewegung in Bayern und in der Armenpflege ein. So gründete sie 1914 den Stadtbund Münchner Frauenverbände. Von 1913 bis 1929 war sie Vorsitzende des von Ika Freudenberg gegründeten Vereins für Fraueninteressen in München. Sie trat insbesondere für das Frauenwahlrecht und das Recht der Frauen auf Bildung ein. Als Stadträtin gelang es ihr, die Wohlfahrtspflege aus dem Streit der Parteien herauszuhalten. Sie initiierte ein neues, für damalige Verhältnisse mustergültig ausgestattetes Altenheim in der Einsteinstraße; das Luise-Kiesselbach-Haus wurde 2006 durch einen ebenso nach ihr benannten Neubau in München-Riem ersetzt. Ferner regte sie die Gründung von Kinderheimen in Schwabing und in Tutzing an, das bis heute unter dem Namen Tabaluga Kinder- und Jugendhilfe besteht, und bemühte sich um verbesserte Krankenversorgung. Sie war Mitgründerin des Paritätischen Wohlfahrtsverbandes in Bayern und dessen Vorsitzende.
In München wurde sie als Stadtmutter tituliert, nachdem sie in einer ihrer Publikationen die Frage aufgeworfen hatte: Wo bleiben die Stadtmütter?

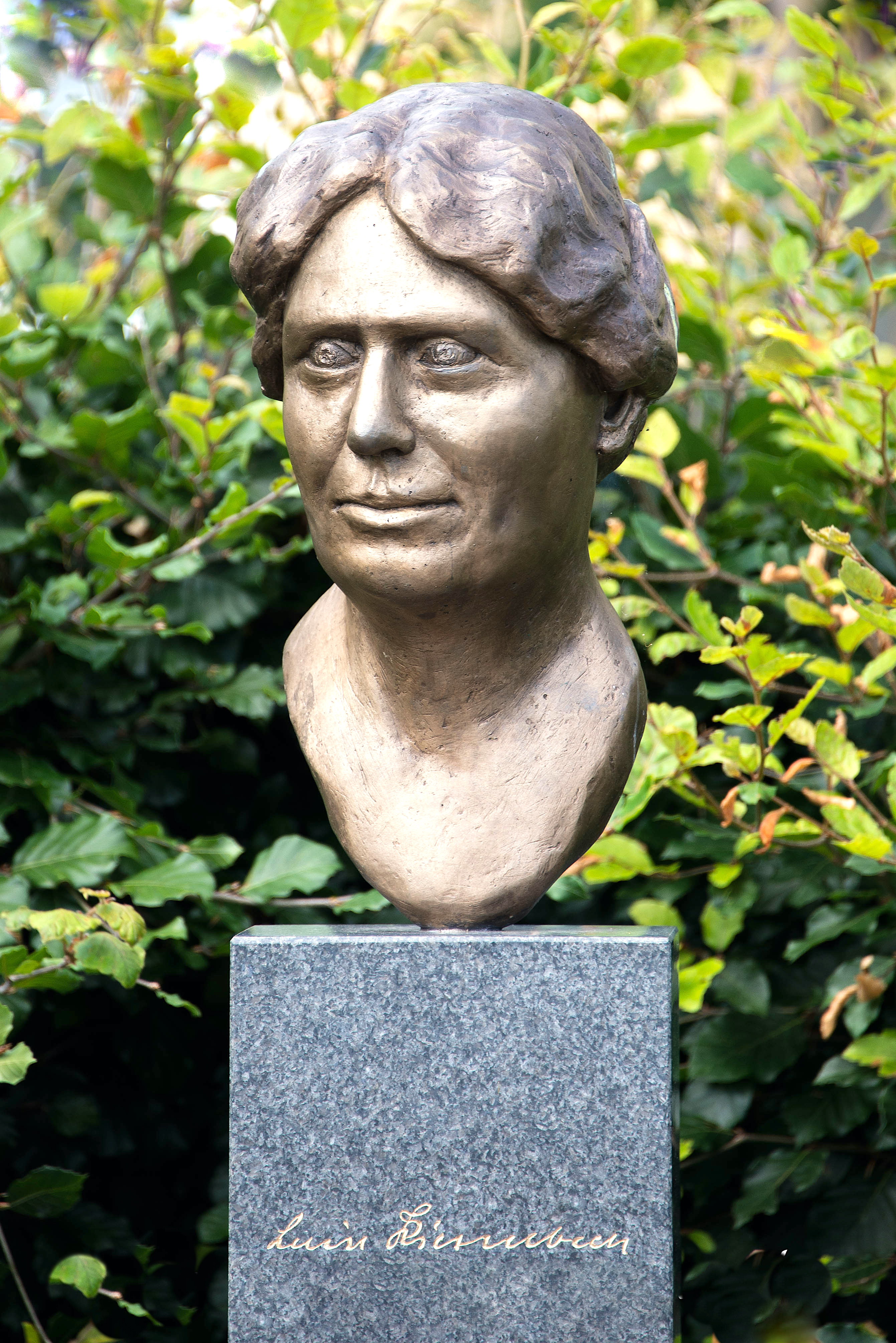
Die Bronzebüste zeigt Luise Kiesselbach der Künstlerin Freitag Roswitha am Luise-Kiesselbach-Platz, 2022

## Ehrungen
Der Paritätische Wohlfahrtsverband Bayern verleiht seit 2008 den Luise Kiesselbach Preis für Bürgerschaftliches Engagement. Die Luise-Kiesselbach-Stiftung stellte 2022 am Luise-Kiesselbach-Platz eine Bronzebüste, gestaltet von der Künstlerin Roswitha Freitag, auf.

## Namensgeberin für Straßen
In Erinnerung an das Wirken Luise Kiesselbachs benannte die Stadt München einen Platz am Mittleren Ring 1931 erstmals nach ihr. Im Dritten Reich wurde der Platz zwischenzeitlich in Abt-Schachleiter-Platz (1937–1945) umgeändert und danach wieder in Luise-Kiesselbach-Platz zurückbenannt. Unter dem Platz verläuft seit 2015 der 1,5 km lange Luise-Kiesselbach-Tunnel. Die Stadt Erlangen ehrte Luise Kiesselbach im Jahr 1998 mit der Luise-Kiesselbach-Straße, und ihre Geburtsstadt Hanau benannte 2012 eine Straße im Stadtteil Lamboy nach ihr.